# امید مجد
امید مجد (زاده ۱۳۵۰، نیشابور) مترجم قرآن، مصحح، شاعر و نویسنده ایرانی است. او استاد زبان و ادبیات فارسی در دانشکدهٔ ادبیات دانشگاه تهران، صاحب امتیاز و مدیر مسئول نشریه فصلنامهٔ سبک‌شناسی نظم و نثر فارسی (بهار ادب) و مدیر بنگاه انتشاراتی پژوهشهای علمی ادبی است.
دانشنامهٔ نیشابور بزرگ، که به کوشش جمعی از پژوهشگران و زیر نظر امید مجد گردآوری شده، در هشت جلد توسط انتشارات کمیسیون ملی یونسکو-ایران به چاپ رسیده است.

## زندگنامه
مجد فارغ‌التحصیل کارشناسی از دانشگاه صنعتی امیرکبیر رشتهٔ پتروشیمی و فوق لیسانس و دکترای ادبیات از دانشگاه تهران است.

## محکومیت قضایی
امید مجد در خردادماه سال ۱۳۹۴ یکی از دانشجویان دانشکده ادبیات و علوم انسانی را که در حال تهیه اعتراض‌نامه بود مورد ضرب و شتم قرار داد و در سال ۱۳۹۵ توسط شعبه ۹ دادگاه تجدیدنظر استان تهران، رأی محکومیت او به اتهامات توهین عمدی و ضرب و جرح عمدی صادر شد. .

## ترجمهٔ منظوم قرآن
مشهورترین و قدیمی‌ترین ترجمهٔ منظوم قرآن با نام قرآن‌نامه متعلق به امید مجد است. این ترجمه شامل ۱۸ هزار بیت و در قالب مثنوی در طول ۳۰۰ روز سروده شده‌است. فولادوند و خرمشاهی بر این کتاب مقدمه نوشته‌اند.

### نظرات
محمدمهدی فولادوند، مترجم قرآن و استاد الهیات دانشگاه تهران، دربارهٔ اثر او می‌گوید: «برگرداندن سخن خداوند به نظم بسیار دشوار و مشکل است و ما در نثر هم خالی از اشتباه نیستیم، در دههٔ اخیر ترجمه‌های قرآن کریم افتان و خیزان می‌رود تا راه درست خود را پیدا کند.» و «تا آنجا که بنده بخاطر دارم، غیر از «یوسف و زلیخای» منسوب به پدر زبان فارسی ― فردوسی طوسی ― و در این اواخر منظومهٔ تفسیرگونهٔ مرحوم صفی علیشاه ـ هنوز تمام قرآن به‌صورت منظوم ارائه نشده‌است… ناظم گرامی قرآن مجید، آقای امید مجد، به‌هیچ‌وجه ادعا نداشته‌اند و ندارند که ترجمهٔ منظوم از قرآن پاسخگو به تمام جهات و جوانب و ریزه‌کاری‌های متن قرآنی است.»
بهاءالدین خرمشاهی دربارهٔ مجد که قرآن کریم را در سن ۲۵ سالگی به نظم درآورده می‌نویسد: «بنده به عنوان یک آشنا با ادب فارسی و ترجمهٔ قرآن کریم و مسائل قرآن پژوهی، ترجمهٔ ایشان را می‌پسندم و سادگی و روانی و بی‌پیرایگی آن به دلم می‌نشیند.»
محمد حسن زمانی، عضو هیئت علمی گروه علمی قرآن و حدیث مرکز جهانی علوم اسلامی قم این موارد را به عنوان ویژگی‌های مثبت ترجمه منظوم مجد از قرآن عنوان کرده است:
1. روانی نسبی اشعار
2. رعایت ایجاز و اختصار به شکلی که تقریباً هر ۱۵ سطر عربی قرآن در ۳۰ بیت ترجمه شده، البته این توانایی در جای جای قرآن در نوسان است، زیرا گاهی همان ۱۵ سطر عربی در ۳۳ بیت (مانند صفحه ۱۴۹) و گاه در ۱۹ بیت (مانند صفحه ۱۹۰) ترجمه شده‌است.
3. انطباق وزن اشعار با وزن اشعار شاهنامهٔ فردوسی، یعنی (فعولن فعولن فعولن فعول) که برای ایرانیان وزنی مأنوس به‌شمار می‌آید.
4. مبنای علمی این ترجمهٔ منظوم، دو ترجمهٔ فارسی از بهترین و متقن‌ترین ترجمه‌های فارسی قرآن یعنی ترجمهٔ فولادوند و خرمشاهی است که تا حدودی از اشتباهات محتوایی آن کم می‌کند. اما نباید این مطلب را نادیده گرفت که مترجم در بسیاری از موارد توضیحاتی آورده‌است که در دو ترجمهٔ یاد شده نیست.
5. مترجم در سوره‌هایی که دارای آیات کوتاه است سعی کرده تا حد امکان هر آیه را در یک بیت ترجمه کند. ترجمهٔ اکثر آیات سوره‌های شعراء، صافات، قیامت، انسان و واقعه از این قبیل است.
6. مترجم در برخی موارد توانسته‌است ایجاز را به حدّ اعلا برساند؛ مثلاً سورهٔ دوسَطریِ توحید را با چهار آیه آن در دو بیت ترجمه کرده و هر آیه را در یک مصراع آورده‌است، مثلاً:

| که هرگز ندارد نیازی به کس بگو او خدائی است یکتا و بس |  | ندارد شریکی خدا هیچگاه نه زاده نه زائیده شد آن اله |

او ضعف‌های موجود در این ترجمه را به این شکل برمی‌شمرد:
1. افزوده‌های توضیحی غیرلازم و گاه بی‌ربط و قرار دادن آن‌ها در میان دو گیومه، مانند ترجمهٔ سورهٔ انشراح: ز زنگارها جمله پالوده‌ایم / نه آیا تو را سینه بگشاده‌ایم / میندیش از مردم نابکار / تو می‌باش مشتاق پروردگار. مصراع دوم این دو بیت نه‌تنها توضیح متن آیات نیست که هیچ‌گونه ارتباطی هم بین آن‌ها و مضمون آیات وجود ندارد.

1. افزوده‌های بدون دلیل و قراردادن آن‌ها در متن ترجمه، در حالی که حتی نقش توضیح مضمون آیه را ندارند، مانند کلمهٔ تگرگ در ترجمهٔ آیه: او کصیب من السماء فیه ظلمات ورعد و برق یجعلون اصابعهم.
2. حذف بعضی کلمات و قیود و حتی بعضی جمله‌ها در ترجمه، مانند: آیهٔ ۲۳ بقره و آیهٔ ۲۵ بقره
3. غلط‌های محتوایی که مهم‌تر از نواقص قبلی است و حتی مترجمان نثرنویس نیز کمتر از آن نجات یافته‌اند. نمونه‌هایی از این غلط‌ها[۴]

## آثار شعری
- ترجمهٔ منظوم قرآن در هجده هزار بیت
- ترجمهٔ منظوم نهج البلاغه در چهارده هزار بیت
- ترجمهٔ صحیفهٔ سجادیه در پنج هزار بیت
- ترجمهٔ قرآن برای بار دوم متفاوت با ترجمهٔ قبلی در چهارده هزار بیت همراه با تفسیر
- نیایش‌نامه در شش هزار بیت
- منظومهٔ عاشورا در سه هزار بیت
- دو دیوان غزل: یادگار بهار و همراه باران

- دانشنامه  نیشابور بزرگ در ۸ جلد[۸]

## نمونه اشعار
مجد سورهٔ عصر را چنین منظوم کرده‌است:
سرآغاز گفتار نام خداست/ که رحمتگر و مهربان خلق راست.
قسم باد بر عصر کاین آدمی/زیان‌ها رسانَد به خود هر دمی
به جز مؤمنان به پروردگار/ که پیوسته نیکند و پرهیزکار
سفارش نمایند هم را مدام/به حق و شکیبایی و اهتمام

## گفته‌ها
- بعد از انتشار ترجمهٔ منظوم من از قرآن، بسیاری از دوستداران قرآن تصمیم گرفتند این کتاب مقدس را به صورت منظوم بسرایند اما کافی نبودن علم و دانش این افراد در هر دو زمینهٔ قرآنی و ادبی، زمینه را برای تحریف آیات قرآن فراهم کرد.» بسیاری از علمای اسلامی با اصل ترجمه مخالفند. به عقیدهٔ آن‌ها برگرداندن قرآن به فارسی بسیاری از مفاهیم موجود در متن عربی را از بین می‌برد و امکان تحریف را هم به وجود می‌آورد.[۷]